# Татарський Шебдас
Татарський Шебда́с (рос. Татарский Шебдас, ерз. Татарский Шебдас) — село у складі Рузаєвського району Мордовії, Росія. Входить до складу Красносельцівського сільського поселення.

## Населення
Населення — 60 осіб (2010; 60 у 2002).
Національний склад (станом на 2002 рік):
- росіяни — 65 %
- татари — 31 %